# Platylabus melanocoxa
Platylabus melanocoxa är en stekelart som beskrevs av Heinrich 1962. Platylabus melanocoxa ingår i släktet Platylabus och familjen brokparasitsteklar. Inga underarter finns listade i Catalogue of Life.